# Bremm
Bremm este o comună situată pe râul Mosela în districtul Cochem-Zell din landul Renania-Palatinat, Germania.

## Galerie de imagini

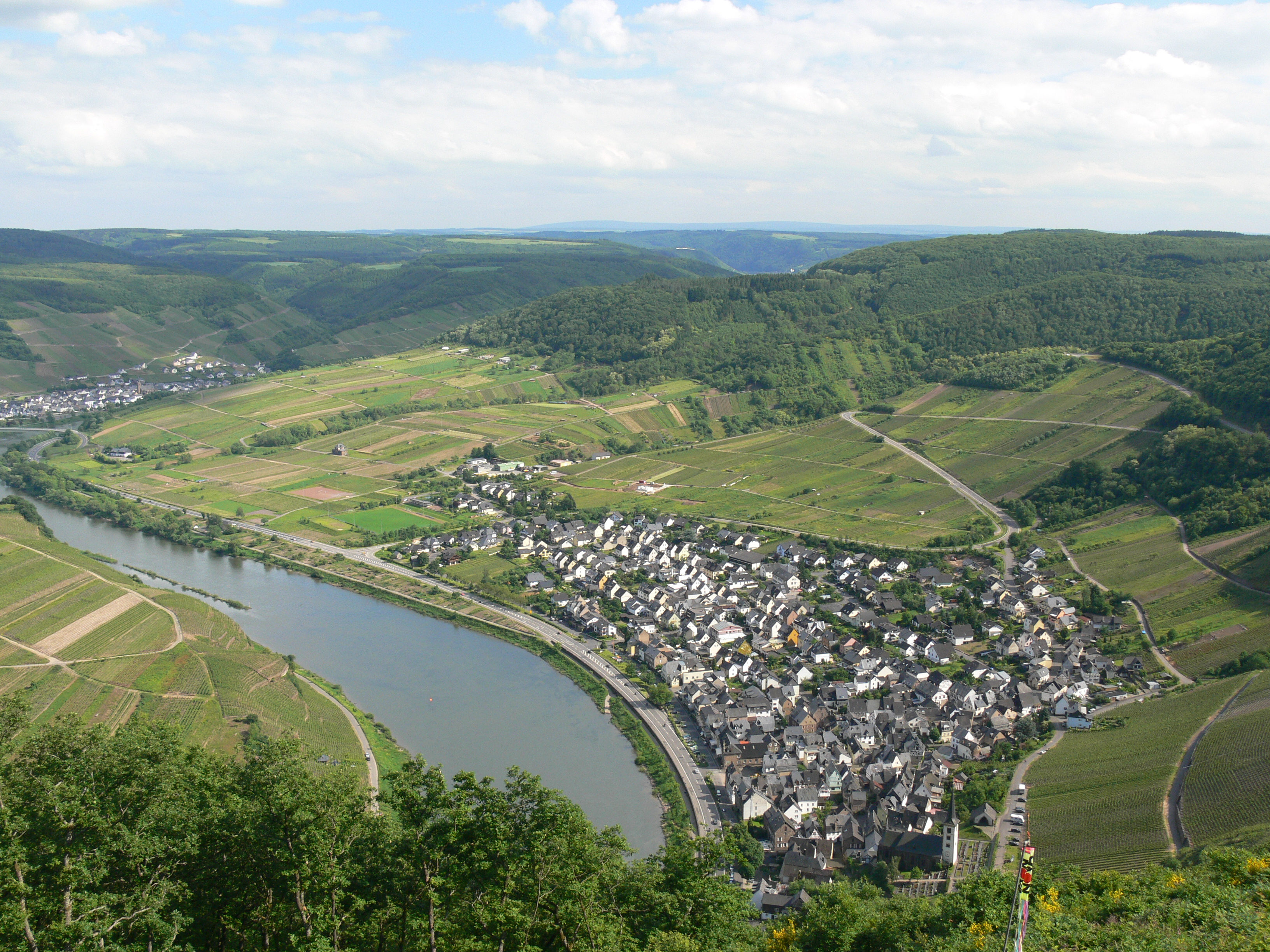
Bremm
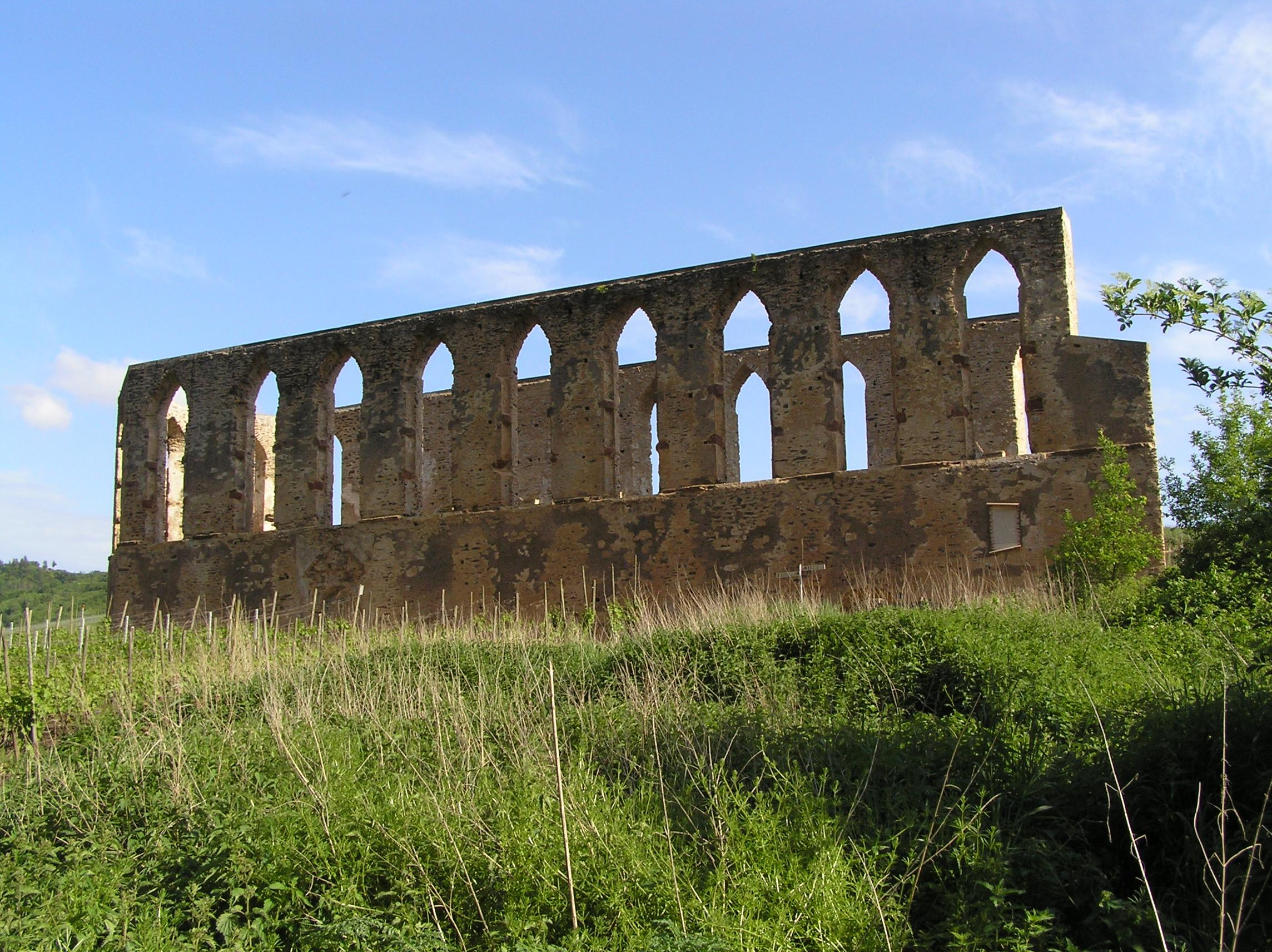
Ruina mănăstirii
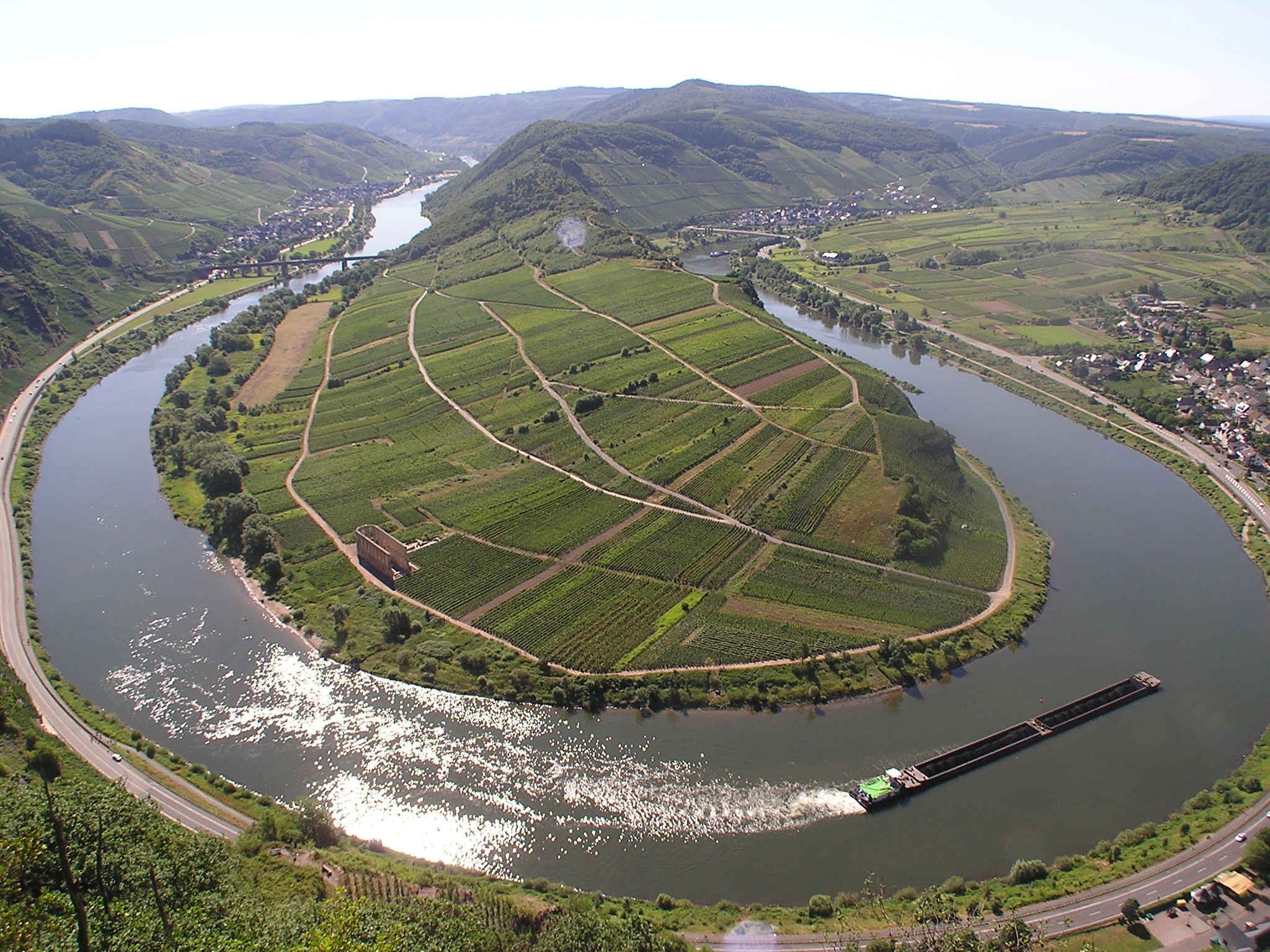
Mosel

1. ↑  Alle politisch selbständigen Gemeinden mit ausgewählten Merkmalen am 31.12.2018 (4. Quartal) (în germană), Statistisches Bundesamt[*], arhivat din original la 10 martie 2019, accesat în 10 martie 2019